# Asmara Moerni
Asmara Moerni ("Amor Puro" em indonésio) é um filme romântico das Índias Orientais Neerlandesas (atual Indonésia) de 1941, dirigido por Rd Ariffien, escrito por Saeroen e produzido por Ang Hock Liem para a Union Films. Passa-se especialmente em Java e Batávia, apresentando a história de um triângulo amoroso entre o médico Pardi, a empregada de sua família Tati, e o companheiro da mesma, o humilde flautista Amir. Protagonizado por Adnan Kapau Gani, Djoewariah e S. Joesoef, o filme em preto e branco foi lançado e anunciado para atender a crescente intelectualidade nativa, e, apesar de as análises dos críticos terem sido diversificadas em seu teor, tornou-se um sucesso comercial.
Como a maioria das produções cinematográficas das Índias Orientais Neerlandesas, as cópias de Asmara Moerni foram destruídas em virtude da presença do altamente inflamável nitrito nos rolos, e o filme é considerado perdido. A editora Kolff-Buning, contudo, publicou um romance baseado no roteiro, pelo que seu enredo ainda é conhecido.

## Enredo
Apesar de o filme se encontrar perdido, seu enredo pode ser deduzido do romance publicado pela editora Kolff-Buning e nele baseado.
Após quatro anos morando em Sincauangue, Bornéu, Dr. Pardi (Adnan Kapau Gani) retorna a Java para abrir uma clínica. Antes disso, vai a Tchigadingue para visitar sua família e dar-lhes lembranças. Ao chegar, fica surpreso ao descobrir que a empregada de sua família, Tati (Djoewariah), que fora sua amiga de infância, agora é uma mulher adulta e bonita. Pardi começa a bajular Tati, embora não lhe diga a razão. Quando a mãe de Pardi diz que deve se casar rapidamente, este recusa todas as noivas sugeridas, dizendo apenas que já tem alguém em mente, ciente de que sua mãe nunca aprovaria um casamento com a empregada.
O noivo de Tati, Amir (S. Joesoef), tem ciúmes de toda a atenção que Tati está recebendo, o que lhe deixa sem tempo para ele. Planeja deixar Tchigadingue para morar na capital, Batávia (hoje Jacarta), aonde vai à busca de trabalho. Tati, ao saber disso, junta-se a ele, vivendo na casa de sua tia na cidade, ganhando a vida lavando roupas, enquanto ele se hospeda na casa de um homem e aprende a dirigir um ciclo-riquixá. Juntos, começam a economizar para o seu casamento. Sem o conhecimento de Tati ou de seu noivo, Pardi também sai de Tchigadingue para se mudar para a Batávia, tanto para começar seu novo emprego como para encontrar Tati.
Dias antes do casamento, Amir está tocando sua flauta quando é abordado por uma cantora conhecida como Miss Omi, que pede para que se junte a sua banda em uma turnê internacional. Amir se recusa, mesmo depois de Omi contratá-lo para dar uma volta ao redor da cidade em uma tentativa de convencê-lo. Depois de passear com Omi e deixá-la, Amir é abordado por um homem que lhe pede para entregar um pacote. No entanto, antes que possa realizar a entrega, Amir é preso e acusado de contrabando de ópio.
Ao que Amir não retorna, Tati e sua tia ficam preocupadas: como Tati viu Amir com Omi, teme que os dois tenham fugido juntos. De coração partido, pretende voltar para Tchigadingue. Quando ela e sua tia vão visitar o seu chefe, Abdul Sidik, descobrem que o mesmo é médico. Ao voltar para casa, Pardi chama Abdul Sidik e pede-lhe para tomar Tati como se fosse sua filha e educá-la. Esta aprende rapidamente, e logo se torna semelhante a qualquer mulher de família rica.
Depois de dezoito meses sem julgamento, Amir é libertado e retorna à Batávia. Não consegue encontrar Tati, tornando-se um morador de rua. Omi o vê, e novamente pede para ir com sua banda. Amir concorda, e logo os jornais estão cheios de anúncios divulgando seu nome. Ao ver um jornal, Tati e Abdul Sidik vão a uma apresentação de Amir, apenas para descobrir que o mesmo fora vítima de um acidente de carro. No hospital, onde está sendo tratado por Pardi, Tati descobre a verdade por trás da ausência de Amir. Em seu leito de morte, Amir pede a Pardi que cuide de Tati, e, mais tarde, ambos se casam.

## Produção
Asmara Moerni foi dirigido por Rd Ariffien, um antigo jornalista que fora ativo nos movimentos nacionalistas e trabalhistas antes de seguir a profissão de diretor. Ele se juntou à Union Films – a empresa por trás de Asmara Moerni – em 1940, fazendo sua estreia como diretor no filme Harta Berdarah. O dono da Union Films, Ang Hock Liem, produziu Asmara Moerni, enquanto a história foi escrita pelo jornalista Saeroen, que se juntou à Union após o sucesso comercial do filme de Albert Balink, Terang Boelan (1937), da produtora Tan's Film.
Asmara Moerni teve como estrelas Adnan Kapau Gani, Djoewariah, e S. Joesoef. Foi a estreia cinematográfica tanto de Gani como de Joesoef, enquanto Djoewariah trabalhara para a Union desde que fora lançado o filme Bajar dengan Djiwa no ano anterior.
Na época, havia um movimento crescente para atrair intelectuais indonésios nativos, educados em escolas geridas pelo governo colonial neerlandês, e convencê-los a ver produções nacionais, que eram geralmente considerados de qualidade muito menor do que filmes internacionais. Isso foi responsabilizado, em parte, pelo domínio dos atores e de grupos teatrais treinados. Para tal, Ariffien convidou Gani, na época um médico e um membro proeminente do movimento nacionalista, para se juntar ao elenco. Embora alguns nacionalistas tenham considerado que o envolvimento de Gani em Asmara Moerni manchou a imagem do movimento, Gani considerou necessário: acreditava que o público precisava ter melhores impressões de produções nacionais.

## Lançamento e recepção
Asmara Moerni foi exibido pela primeira vez em 29 de abril de 1941, no Orion Theatre na Batávia; a maioria das pessoas presentes na estreia eram indonésios nativos e chineses étnicos. Com classificação para todas as idades, a propaganda do filme enfatizava a educação de Gani e a classe alta de Joesoef. Em agosto de 1941, foi exibido em Singapura, então parte dos Estabelecimentos dos Estreitos, sendo chamado de um "drama malaio moderno". Um romance baseado no roteiro foi publicado mais tarde, ainda em 1941.
O filme foi um sucesso comercial, embora as críticas tenham sido mistas. Uma crítica de autoria anônima para o jornal Bataviaasch Nieuwsblad achou o filme "fascinante ", com boa atuação, embora uma outra crítica para o mesmo jornal classificasse-o como sendo mediano, havendo faltado "uma pitada de sal". Uma crítica do jornal Soerabaijasch Handelsblad, de Surabaia, classificou Asmara Moerni como sendo dramáico, com temas ocidentais e decoração especificamente sundanesa.

## Legado
Após Asmara Moerni, a Union Films produziu mais três filmes; no entanto, apenas um foi dirigido por Rd Ariffien (Wanita Dan Satria), que deixou a empresa logo depois, como também fez Saeroen. Por sua vez, Gani não participou de outro filme, mas retornou ao movimento nacionalista. Durante a revolução nacional da Indonésia (1945–49), se tornou conhecido como contrabandista e, após a independência, tornou-se ministro do governo. Em novembro de 2007, Gani se tornou um herói nacional da Indonésia. Djoewariah continuou a atuar até a década de 1950, quando migrou para o teatro após receber uma série de papéis cada vez menores.
Asmara Moerni foi exibido até novembro de 1945, e provavelmente se encontra perdido. Os filmes nas Índias usavam películas de nitrato altamente inflamável, e depois de um incêndio que destruiu o armazém da Produksi Film Negara em 1952, rolos antigos que usavam nitrato foram deliberadamente destruídos. Como tal, o antropólogo visual norte-americano Karl G. Heider sugere que todos os filmes indonésios anteriores a 1950 estão perdidos. No entanto, a Katalog Film Indonesia de JB Kristanto alega que vários sobreviveram nos arquivos da Sinematek Indonesia, assim como várias propagandas japonesas da época também conseguiram escapar, preservadas pelo Serviço de Informação do Governo dos Países Baixos.